# Ranking Mundial de Críquete
O Conselho Internacional de Críquete classifica as 91 nações afiliadas num ranking internacional.

## Ranking
| Rank | Seleção                | Pontos |
| ---- | ---------------------- | ------ |
| 1º   | República da Irlanda   | 185    |
| 2º   | Afeganistão            | 170    |
| 3º   | Escócia                | 160    |
| 4º   | Países Baixos          | 152    |
| 5º   | Namíbia                | 151    |
| 6º   | Canadá                 | 151    |
| 7º   | Quênia                 | 151    |
| 8º   | Emirados Árabes Unidos | 141    |
| 9º   | Uganda                 | 139    |
| 10º  | Papua-Nova Guiné       | 137    |
| 11º  | Estados Unidos         | 135    |
| 12º  | Omã                    | 132    |
| 13º  | Nepal                  | 130    |
| 14º  | Bermudas               | 128    |
| 15º  | Itália                 | 128    |
| 16º  | Hong Kong              | 126    |
| 17º  | Dinamarca              | 118    |
| 18º  | Tanzânia               | 116    |
| 19º  | Singapura              | 113    |
| 20º  | Jersey                 | 113    |
| 58º  | Brasil                 | 56     |
| 68º  | Portugal               | 37     |